# Tarczkownik młotnik
Tarczkownik młotnik (Podops inunctus) – gatunek pluskwiaka z podrzędu różnoskrzydłych i rodziny tarczówkowatych.

## Taksonomia
Gatunek ten opisany został po raz pierwszy w 1775 roku przez Johana Christiana Fabriciusa jako Cimex inuncta.

## Morfologia

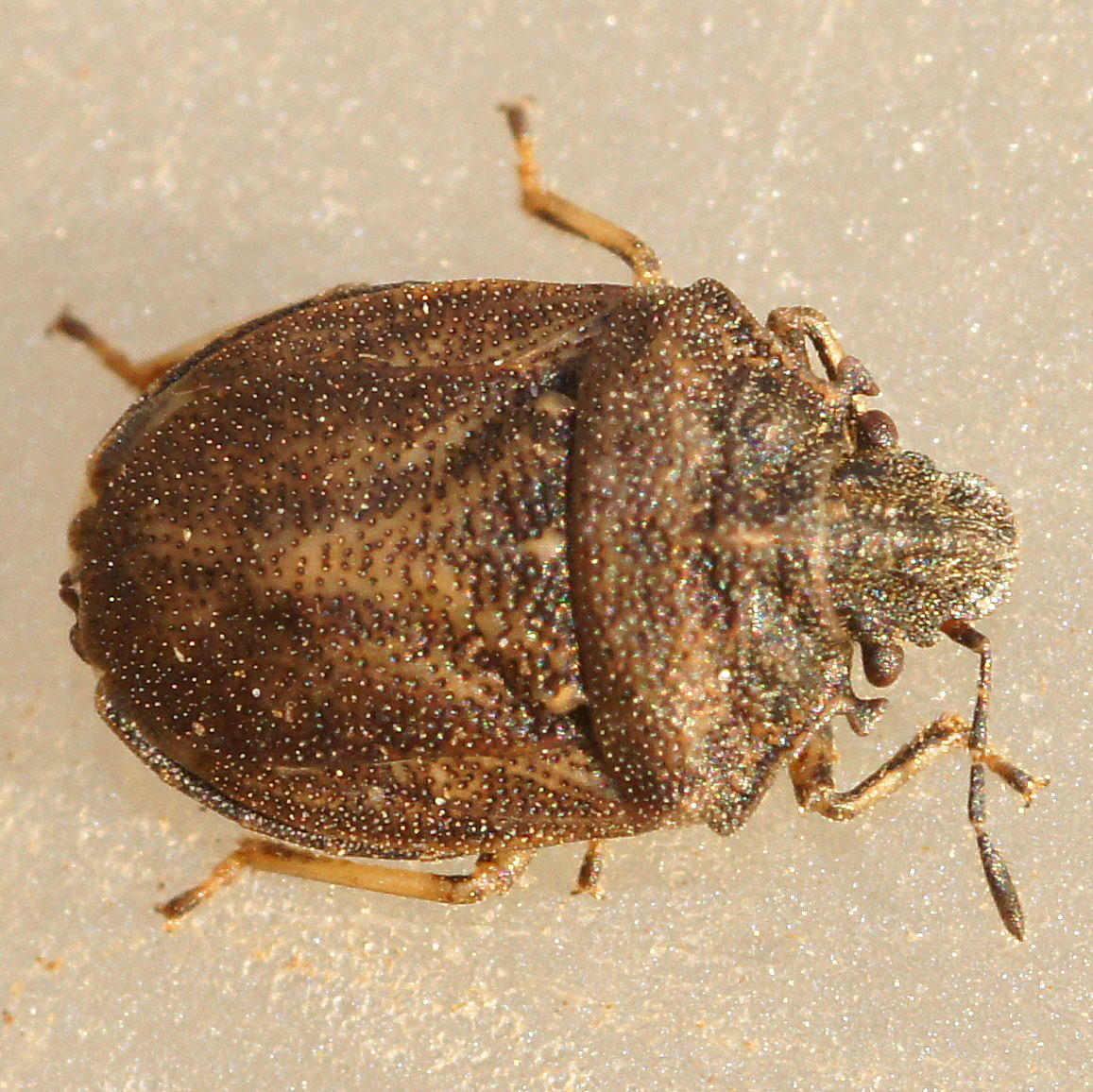
Imago

Pluskwiak o wydłużonym ciele długości od 5 do 7 mm. Podstawowe ubarwienie ma brązowożółte do szarobrązowego z licznym, ciemnym punktowaniem obu stron ciała oraz z wyraźnie przyciemnionymi: głową, przodem przedplecza, nasadą tarczki i wszystkimi pleurytami tułowia. Głowa ma niezakryty policzkami wierzchołek nadustka, kolcowate i wystające poza jej przedni brzeg nasady czułków oraz tęgie, zwykle rozjaśnione na końcu żebro biegnące wzdłuż jej środka. Przedplecze ma młotkowate wyrostki na przednio-bocznych krawędziach. Duża, języczkokształtna tarczka ma na przedzie zwężającą się ku tyłowi wyniosłość i niemal równoległe boki w części nasadowej. Odwłok ma ciemne listewki brzeżne z jasnymi krawędziami. Odnóża mają krótkie kolce na goleniach, pozwalające na zagrzebywanie się im w wierzchniej warstwie gleby.

## Ekologia i występowanie
Owad ten zasiedla tereny od piaszczystych po bagniste, porośnięte roślinnością trawiastą i zielną. Bytuje na nasadowych częściach roślin, głównie z rodziny wiechlinowatych i goździkowatych. Stadium zimującym są owady dorosłe, które dokonują tego pod mchem, w trawie czy pod odchodami. Aktywne są od wiosny do jesieni.
Gatunek palearktyczny. W Europie znany jest z Portugalii, Hiszpanii, Wielkiej Brytanii, Francji, Belgii, Luksemburgu, Holandii, Szwajcarii, Austrii, Włoch, Niemiec, Danii, Szwecji, Łotwy, Litwy, Polski, Czech, Słowacji, Węgier, Białorusi, Ukrainy, Słowenii, Chorwacji, Bośni i Hercegowiny, Czarnogóry, Serbii, Macedonii Północnej, Mołdawii, Rumunii, Bułgarii, Rosji i Turcji. W Polsce jest znany z wielu rozproszonych stanowisk na nizinach i pogórzach.